# Horacio Pancheri
Horacio Pancheri (Esquel, Argentína, 1982. december 2. –) argentin színész, modell.

## Élete és pályafutása
1982. december 2-án született Esquelben, Argentínában. Van két testvére, Emilio és Victoria, valamint egy fia, Benicio. Karrierjét modellként kezdte. 2012-ben Argentínából Mexikóba költözött, hogy színészetet tanuljon a legnagyobb telenovella-gyártó cég, a Televisa színi iskolájában. Első szerepét 2014-ben kapta A szenvedély száz színe című telenovellában. Majd A múlt árnyékában kapott szerepet. 2016-ban megkapta első főszerepét A sors útjaiban. 2017-ben újabb főszerepet kapott az En tierras salvajesben.

## Magánélete
Volt egy futó kapcsolata Aracely Arámbula színésznővel. Ezután Grettell Valdezzel alkottak egy párt. Jelenlegi párja Paulina Goto, akivel A sors útjai forgatásai alatt szerettek egymásba.

## Telenovellák
| Év   | Eredeti cím                | Magyar cím              | Szerepnév                       | Magyar hang     |
| ---- | -------------------------- | ----------------------- | ------------------------------- | --------------- |
| 2014 | El color de la pasion      | A szenvedély száz színe | Alonso Gaxiola Beltran (fiatal) | Moser Károly    |
| 2015 | La sombra del pasado       | A múlt árnyéka          | Renato Ballesteros Medrano      | Baráth István   |
| 2016 | Un camino hacia el destino | A sors útjai            | Carlos Gómez Ruiz               | Dányi Krisztián |
| 2017 | En tierras salvajes        | –                       | Sergio Otero Rivelles           | –               |